# Numeri di Eulero
In matematica, ed in particolare in teoria dei numeri e in combinatoria, i numeri di Eulero En sono i termini di una successione di interi che possono essere definiti dal seguente sviluppo in serie di Maclaurin della funzione secante iperbolica:
{\displaystyle \mathrm {sech} (t)={\frac {1}{\cosh t}}={\frac {2}{e^{t}+e^{-t}}}=\sum _{n=0}^{\infty }{\frac {E_{n}}{n!}}\cdot t^{n},}
dove con {\displaystyle \cosh t} si denota la funzione coseno iperbolico.
I numeri di Eulero di indice dispari sono tutti nulli. Quelli di indice pari hanno segno alternato. Alcuni valori sono:
E0 = 1
E2 = −1
E4 = 5
E6 = −61
E8 = 1 385
E10 = −50 521
E12 = 2 702 765
E14 = −199 360 981
E16 = 19 391 512 145
E18 = −2 404 879 675 441
Regola pratica: se l'indice è divisibile per 4, allora il numero di Eulero è positivo. In caso contrario, è negativo.
Alcuni autori re-indicizzano la successione per escludere i termini dispari (tutti nulli), e/o cambiano i segni per avere tutti i segni positivi. Qui non ci si attiene a tali convenzioni.
È da notare che, a partire da E4, tutti i numeri di Eulero con segno positivo sono divisibili per 5. Quelli con segno negativo sono per la maggior parte numeri composti (scomponibili in fattori primi), ma alcuni sono numeri primi. Oltre a E4 = 5, unico numero di Eulero positivo primo, sono primi, per esempio, i numeri E6 = −61, ed E38 = −23 489 580 527 043 108 252 017 828 576 198 947 741.
I numeri di Eulero compaiono anche negli sviluppi in serie di Maclaurin della secante. Essi inoltre forniscono valori speciali dei polinomi di Eulero e sono collegati ai numeri delle permutazioni alternate.
Va ricordato che al nome di Eulero sono associate varie altre entità numeriche:
- il numero {\displaystyle e}, altrimenti noto come numero di Nepero;
- la costante di Eulero-Mascheroni;
- la caratteristica di Eulero della topologia algebrica e della combinatoria dei poliedri;
- la successione a due indici dei numeri euleriani;
- il numero di Eulero, una grandezza adimensionale della fluidodinamica.